# La Prensa Austral
La Prensa Austral es un periódico chileno editado en la ciudad de Punta Arenas. Su quehacer periodístico y publicitario se centra en la Región de Magallanes y la Antártica Chilena.
La edición dominical de La Prensa Austral se llama El Magallanes.

## Historia

### El Magallanes

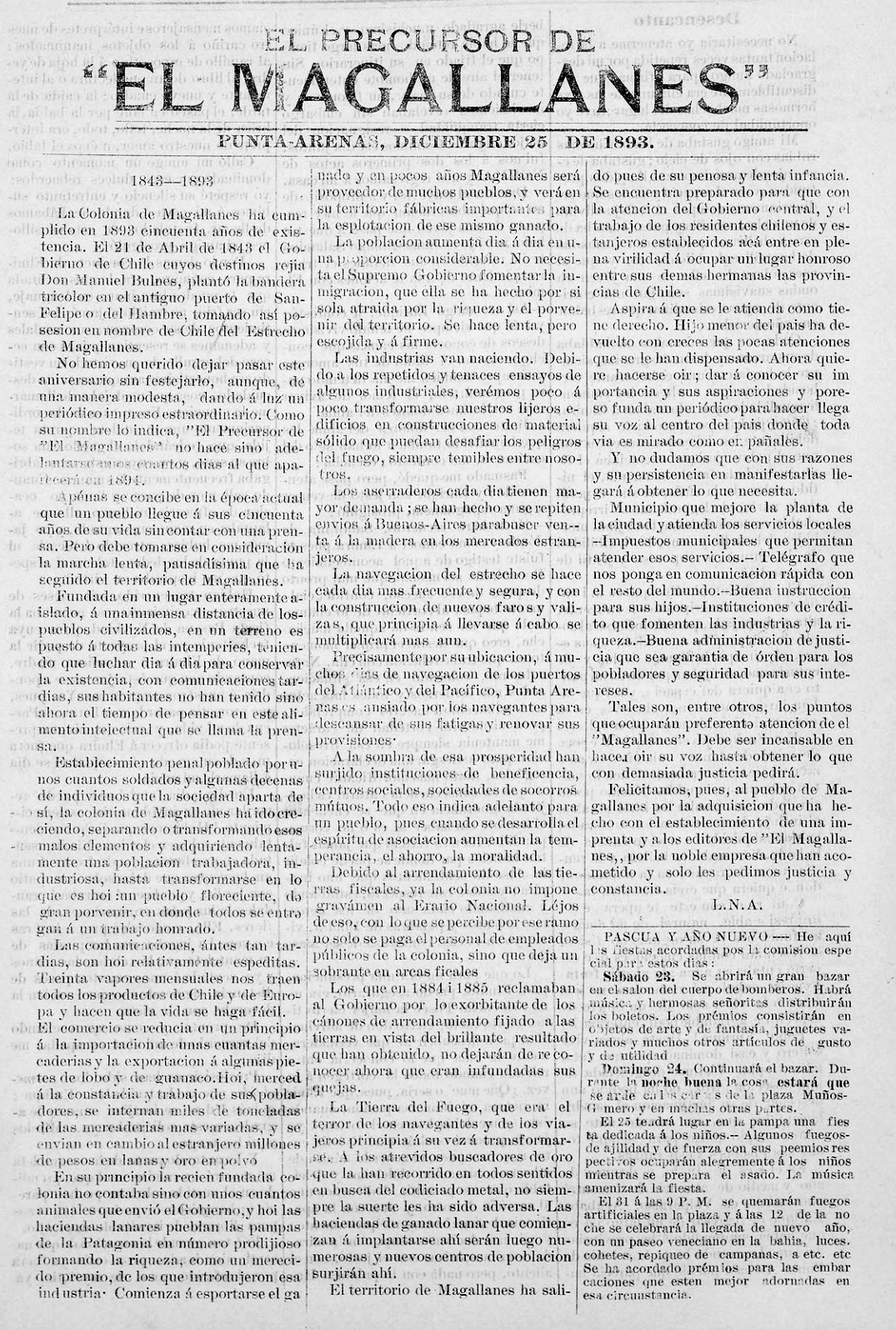
Portada de El Precursor de "El Magallanes".

La primera edición de El Magallanes circuló el 7 de enero de 1894. Fue fundado por el entonces gobernador del territorio de Magallanes Manuel Señoret, el secretario de la Gobernación Juan Bautista Contardi, y el médico Lautaro Navarro. Fue el primer periódico impreso de la zona —previamente circuló una edición de prueba denominado El Precursor de El Magallanes que apareció el 25 de diciembre de 1893—, habiendo existido anteriormente un periódico manuscrito llamado El Microbio que circuló por primera vez el 14 de julio de 1888 y alcanzó a publicar cuatro ediciones.
En 1969 el diario fue adquirido por su director, Luis Hernández Tapia. El 9 de octubre de 1971 un incendio afectó los talleres del periódico, destruyendo sus linotipias y máquinas de fotograbado. El periódico suspendió sus publicaciones el 11 de septiembre de 1973 por orden de las autoridades militares que participaban del golpe de Estado, pudiendo retomar su actividad el 11 de diciembre del mismo año. El 1 de octubre de 1976 El Magallanes fue adquirido por un grupo de 5 inversionistas (Álvaro Gazmuri, Stanko Karelovic, Ricardo Gibbons, Alejandro Fernández y Vicente Karelovic) y en 1977 La Prensa Austral compró el diario rival El Magallanes y publicó su última edición diaria el 24 de enero de dicho año, convirtiéndose en la edición dominical de La Prensa Austral desde el 21 de mayo de 1978.

### La Prensa Austral

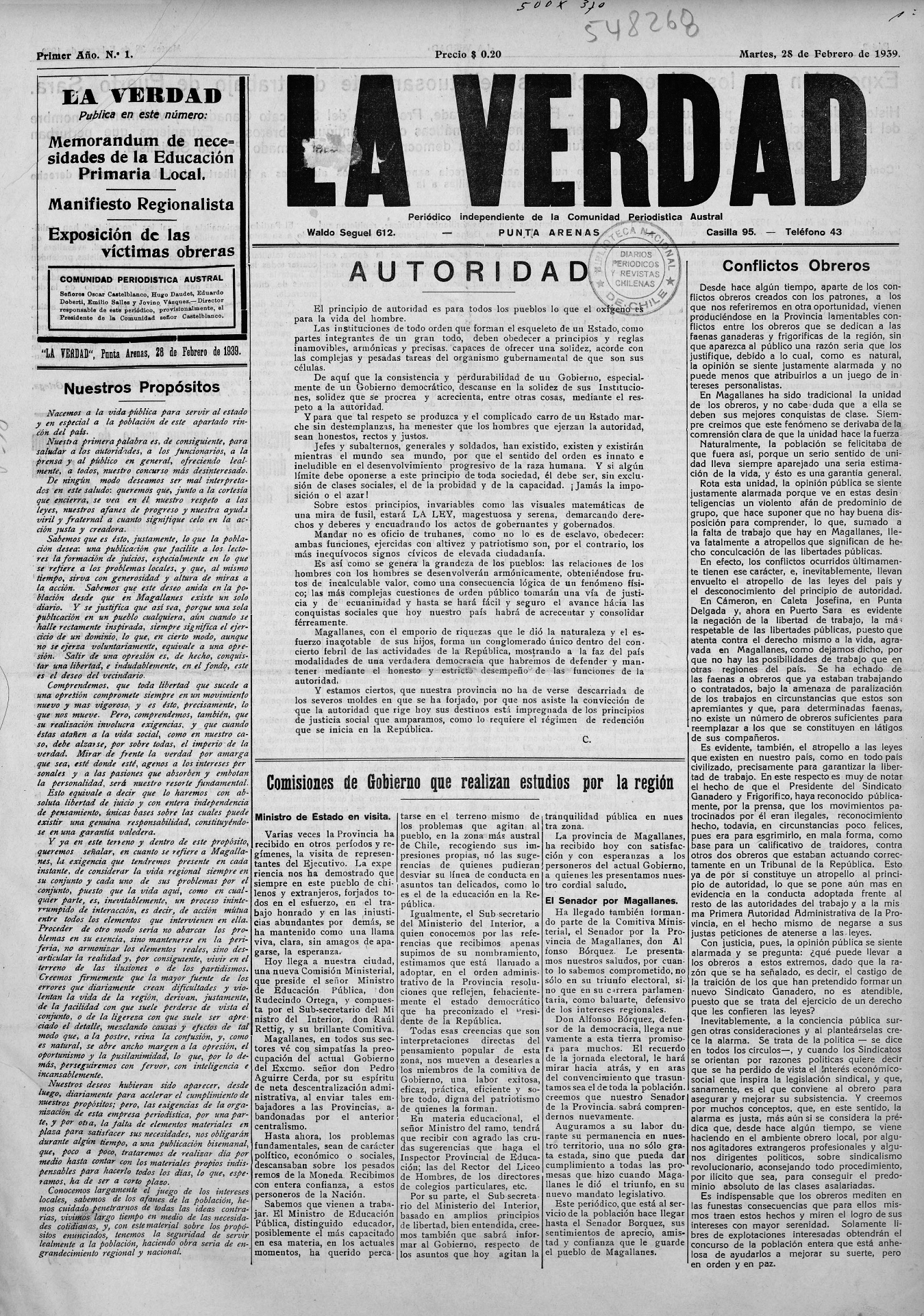
Portada de la primera edición de La Verdad (28 de febrero de 1939).

La primera edición del periódico circuló el 25 de agosto de 1941, como continuador del diario La Verdad, que publicó ediciones entre el 28 de febrero de 1939 y el 20 de agosto de 1941. Su primer director fue Hugo Daudet Jofré, quien también era director del Liceo de Hombres de Punta Arenas; sus sucesores fueron Simón Eterovic Karelovic, Carlos Aracena Aguayo, Osvaldo Wegmann Hansen, Mario Belmar, Osvaldo Yáñez, Pablo Cruz Noceti y Manuel González Araya.
Entre los socios mayoritarios de la empresa se encontraba la Sociedad Ganadera de Tierra del Fuego, la cual vendió su participación en el periódico en 1969, por lo que la propiedad pasó a manos de Estanislao Karelovic y Jorge Babarovic, con la cual se constituyó la Empresa de Publicaciones La Prensa Austral Ltda. Ha impulsado numerosas campañas para el progreso de la región como el otorgamiento de mayores recursos para la exploración petrolífera, el fomento a la aviación civil para el mejoramiento de las comunicaciones y más tarde la extensión de los vuelos de LAN Chile a Magallanes. Bajo la actual administración, iniciada en 1969, el diario comenzó un proceso permanente de renovación tecnológica que lo sitúa entre los más modernos del país.
El 12 de diciembre de 1984 apareció la primera edición de El Natalino, suplemento semanal que aparece los días miércoles y que presenta informaciones de Puerto Natales y la provincia de Última Esperanza; los días martes también se publica el suplemento semanal Fueguinas, con noticias de la provincia de Tierra del Fuego. Desde el 25 de agosto de 1996 editó una versión semanal para Internet que pasó a ser diaria desde el 1 de junio de 2000.

## Estructura de la propiedad

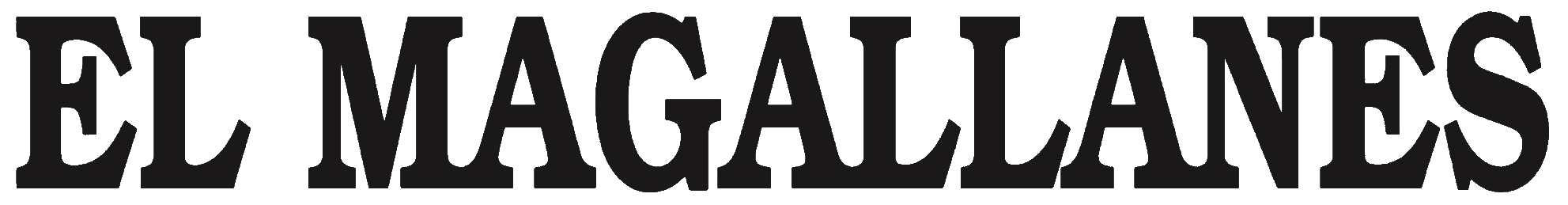
Logotipo de El Magallanes.

A finales de 1969 la Sociedad Ganadera de Tierra del Fuego, socio mayoritario, vendió el cien por ciento de sus acciones y otras empresas y personas hicieron lo mismo paulatinamente con las suyas. El diario pasó a manos de la actual administración que formó la Empresa de Publicaciones La Prensa Austral Ltda., cuya propiedad correspondía en un 75 por ciento a Estanislao Karelovic y el 25 por ciento a Jorge Babarovic Novakovic. En 1977, La Prensa Austral compró el diario El Magallanes (ver nota aparte). La propiedad se mantuvo en manos de empresarios magallánicos teniendo como socios principales a Estanislao Karelovic y a Jorge Babarovic.

## Junta directiva
- Representante legal y gerente general: Francisco Karelovic Car
- Gerente en Santiago: Jorge Babarovic Novakovic
- Director: Francisco Karelovic Car
- Editor general: Poly Raín Haro
- Jefa de crónica: Elia Simeone Ruiz
- Editor de suplementos: José Toledo Vera
- Jefe general de producción: Mauricio González
- Jefe de producción: Mauricio González
- Contador general: Juan Carlos Monge